# Vörös virágcincér
A vörös virágcincér (Stictoleptura rubra) a cincérfélék családjába tartozó, Európában honos, lombos és tűlevelű fákon élő bogárfaj. 

## Megjelenése
A vörös virágcincér testhossza 10−20 mm. Az előhát hátulsó pereme jóval szélesebb az elsőnél; szárnyfedőinek oldalvonalai végig keskenyednek. A hím teste fekete, szárnyfedői sárgásbarnák, lábszárai és lábfejízei szintén sárgásbarnák, viszont a lábszárak vége sötét. A nőstény fekete, az előtor háta és a szárnyfedők vörösbarnák, lábszárai, lábfejei vörösesek, az elülső comb is részben a tövén világosabb. A hímek ötödik haslemeze a végén mélyen kimetszett, kétoldalt éles fogban kihúzott. A szárnyfedők pontozása elöl finom és szórt, a közepétől még finomabb és egyenletes. Az előtor nagyon sűrűn, ráncolva pontozott, a pontok középen is érintkeznek egymással, felülete zsírfényű. 

## Elterjedése és életmódja
Eurázsiában (az Ibériai-félszigettől Koreáig) és Észak-Afrikában honos. Bár a Kárpátokban gyakori, Magyarországon ritka, a középhegységek magasabb részein fordul elő. 
Lárvája különféle fenyők (luc, erdeifenyő, jegenyefenyő, vörösfenyő) korhadó törzsében, rönkjeiben él. Fejlődése két-három évig tart. Az imágó májustól szeptemberig (leggyakrabban július-augusztusban) rajzik. Nappal aktív, többnyire virágokon tartózkodik.   

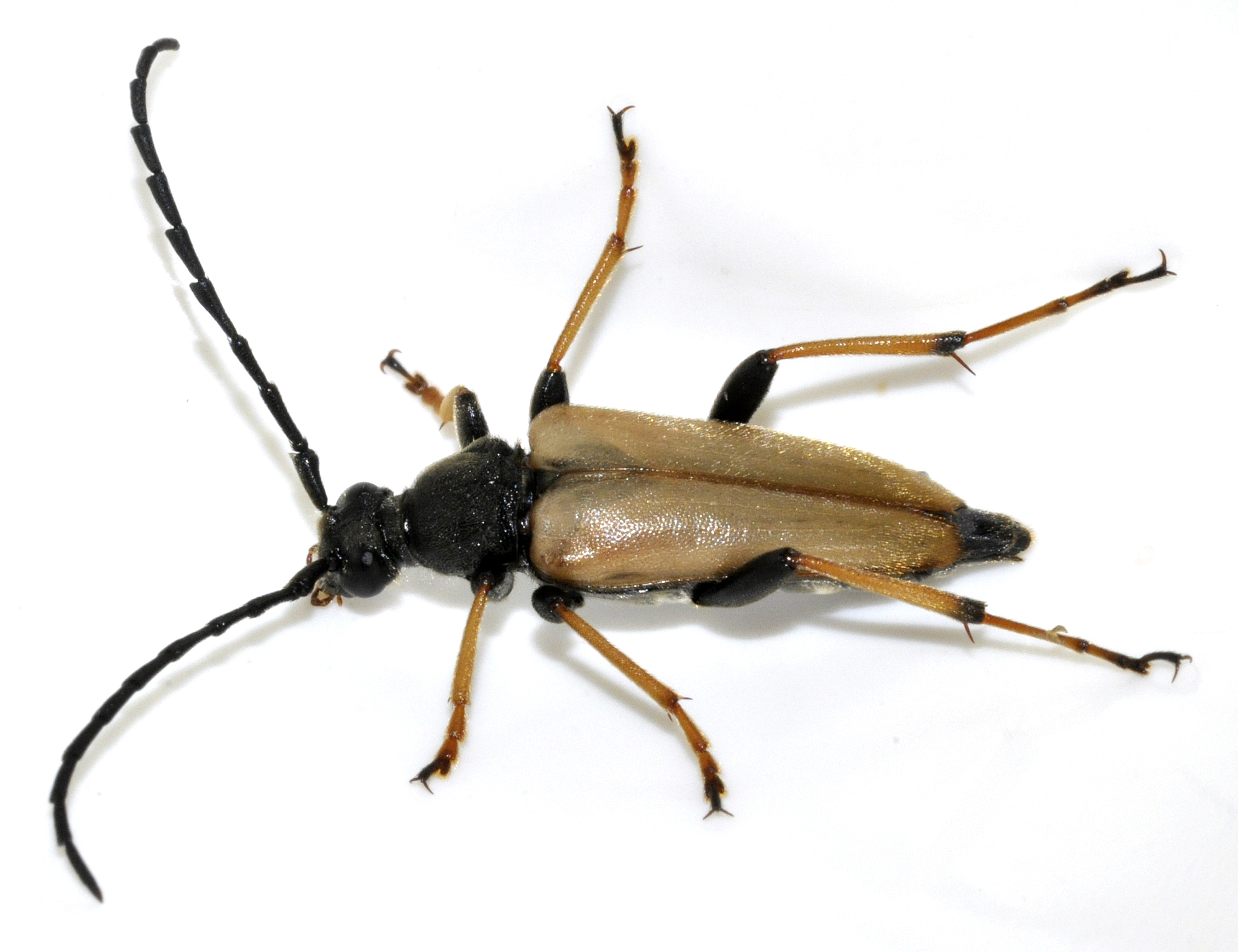
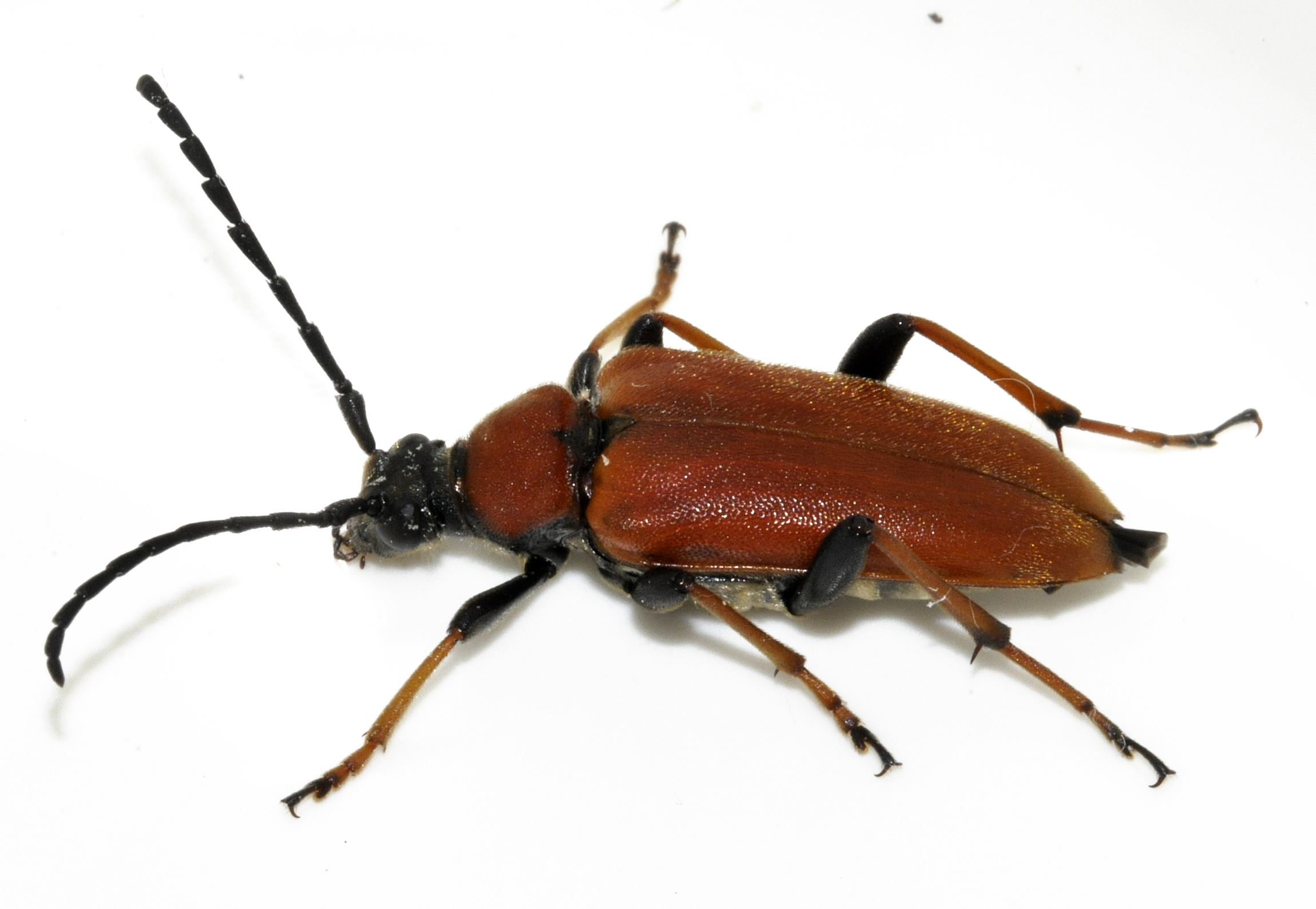
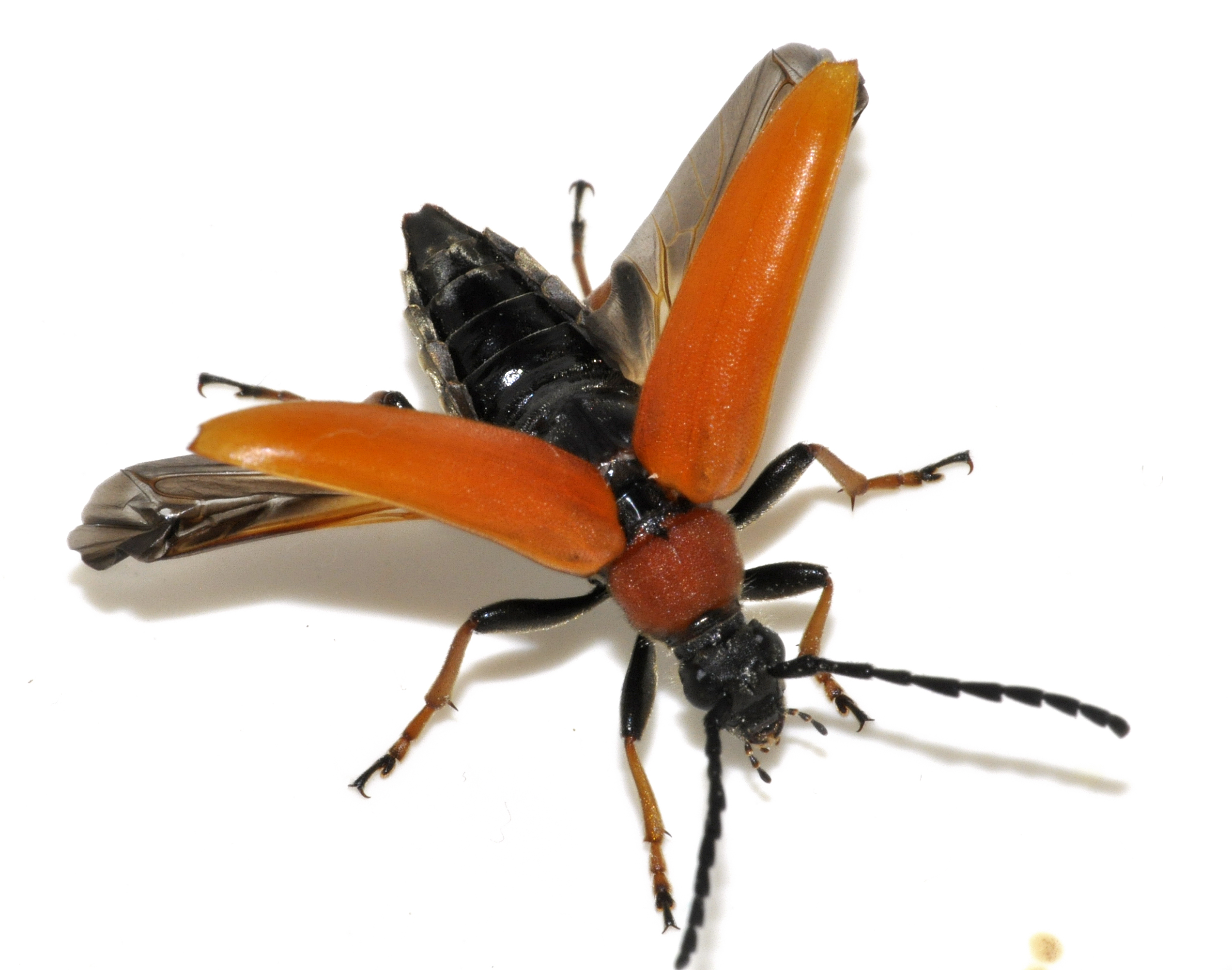
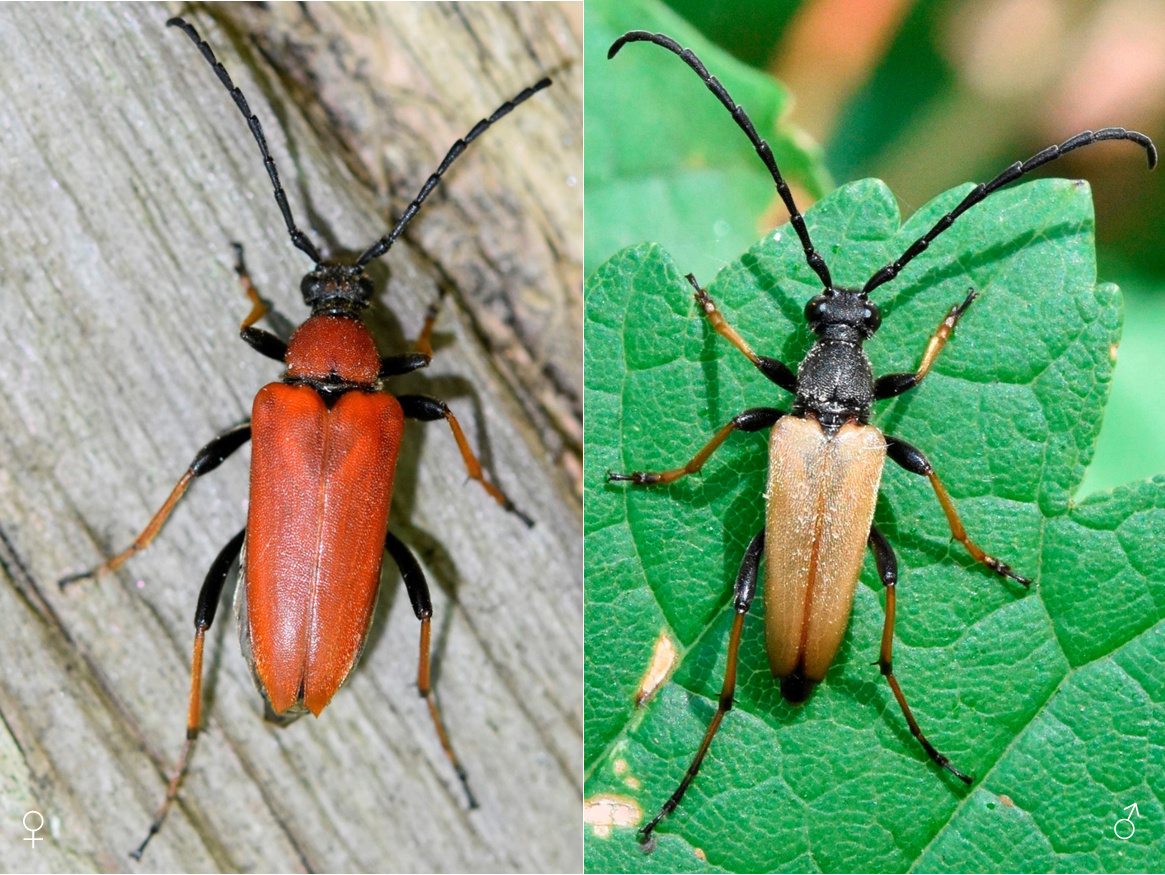
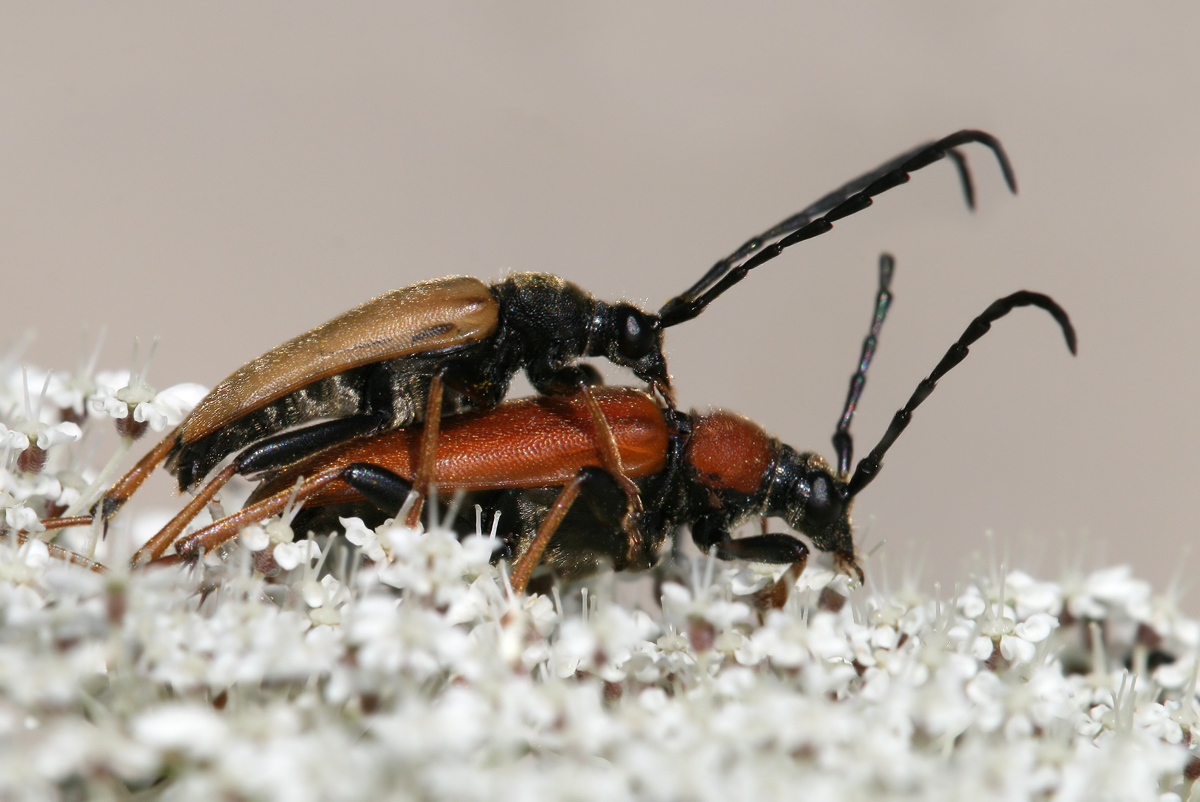

Magyarországon nem védett.